# اولادولا
اولادولا هي بلدة، في أستراليا، تقع في نيوساوث ويلز، بلغ عدد سكانها 6,070  نسمة وذلك حسب إحصائيات سنة 2011، رمزها البريدي هو 2539.

## المناخ
يظهر الجدول التالي التغييرات المناخية على مدار السنة لاولادولا:
| البيانات المناخية لـاولادولا      | البيانات المناخية لـاولادولا | البيانات المناخية لـاولادولا | البيانات المناخية لـاولادولا | البيانات المناخية لـاولادولا | البيانات المناخية لـاولادولا | البيانات المناخية لـاولادولا | البيانات المناخية لـاولادولا | البيانات المناخية لـاولادولا | البيانات المناخية لـاولادولا | البيانات المناخية لـاولادولا | البيانات المناخية لـاولادولا | البيانات المناخية لـاولادولا | البيانات المناخية لـاولادولا |
| الشهر                             | يناير                        | فبراير                       | مارس                         | أبريل                        | مايو                         | يونيو                        | يوليو                        | أغسطس                        | سبتمبر                       | أكتوبر                       | نوفمبر                       | ديسمبر                       | المعدل السنوي                |
| --------------------------------- | ---------------------------- | ---------------------------- | ---------------------------- | ---------------------------- | ---------------------------- | ---------------------------- | ---------------------------- | ---------------------------- | ---------------------------- | ---------------------------- | ---------------------------- | ---------------------------- | ---------------------------- |
| الدرجة القصوى °م (°ف)             | 44.5 (112.1)                 | 42.4 (108.3)                 | 35.6 (96.1)                  | 34.5 (94.1)                  | 27.2 (81.0)                  | 23.5 (74.3)                  | 23.9 (75.0)                  | 27.9 (82.2)                  | 31.2 (88.2)                  | 36.1 (97.0)                  | 40.0 (104.0)                 | 38.7 (101.7)                 | 44.5 (112.1)                 |
| متوسط درجة الحرارة الكبرى °م (°ف) | 24.1 (75.4)                  | 24.2 (75.6)                  | 23.3 (73.9)                  | 21.4 (70.5)                  | 19.0 (66.2)                  | 16.9 (62.4)                  | 16.3 (61.3)                  | 17.4 (63.3)                  | 19.2 (66.6)                  | 20.6 (69.1)                  | 21.5 (70.7)                  | 22.9 (73.2)                  | 20.6 (69.1)                  |
| متوسط درجة الحرارة الصغرى °م (°ف) | 17.2 (63.0)                  | 17.6 (63.7)                  | 16.3 (61.3)                  | 13.9 (57.0)                  | 11.7 (53.1)                  | 9.8 (49.6)                   | 8.9 (48.0)                   | 9.2 (48.6)                   | 10.8 (51.4)                  | 12.2 (54.0)                  | 14.0 (57.2)                  | 15.7 (60.3)                  | 13.1 (55.6)                  |
| أدنى درجة حرارة °م (°ف)           | 10.5 (50.9)                  | 10.3 (50.5)                  | 10.0 (50.0)                  | 8.1 (46.6)                   | 5.9 (42.6)                   | 3.3 (37.9)                   | 2.5 (36.5)                   | 4.0 (39.2)                   | 3.7 (38.7)                   | 4.8 (40.6)                   | 6.3 (43.3)                   | 7.9 (46.2)                   | 2.5 (36.5)                   |
| الهطول مم (إنش)                   | 80.3 (3.16)                  | 116.6 (4.59)                 | 107.9 (4.25)                 | 102.1 (4.02)                 | 104.1 (4.10)                 | 115.8 (4.56)                 | 69.3 (2.73)                  | 59.8 (2.35)                  | 75.8 (2.98)                  | 80.1 (3.15)                  | 87.7 (3.45)                  | 63.9 (2.52)                  | 1٬062٫4 (41.83)              |
| متوسط أيام هطول الأمطار           | 12.6                         | 13.3                         | 12.6                         | 11.5                         | 9.8                          | 10.3                         | 8.6                          | 7.4                          | 9.8                          | 10.7                         | 14.1                         | 12.0                         | 132.7                        |
| Average afternoon رطوبة نسبية (%) | 71                           | 73                           | 70                           | 67                           | 64                           | 62                           | 59                           | 56                           | 60                           | 63                           | 67                           | 71                           | 65                           |
| المصدر:                           |                              |                              |                              |                              |                              |                              |                              |                              |                              |                              |                              |                              |                              |